# Wachtmeister
Wachtmeister (['vaktmεjstər]) är en svensk adelsätt med ursprung från Dagö i Estland, vilken invandrade till Sverige på 1500-talet. Namnet är tyska för ’förste sergeant’.
När Tyska orden upplöstes i Estland förlorade släkten, som inte bevisats ha räknats till adeln, sina tillgångar.
Ätten utgrenade sig 1683, introducerades 1689, i en friherrlig och en grevlig huvudgren; Wachtmeister af Björkö nr 31 samt Wachtmeister af Johannishus nr 25.
Den friherrliga grenen utgick på svärdssidan i Sverige 11 juli 1889, men fortlever i Tyskland, där huvudmannen är den preussiske greven Axel-Dietrich Wachtmeister (född 1941). En gren av Wachtmeister af Björkö upphöjdes den 17 januari 1816 i preussisk grevlig värdighet.
En gren av ätten kallar sig Trolle-Wachtmeister, ett namn de fick rätt till i samband med ett arv av Trolle Ljungby slott till Carl-Axel Trolle-Wachtmeister.

## Wachtmeister i Sverige
1. Hans Wachtmeister (död 1590) var en svensk krigare och stamfar för samtliga släktgrenar i Sverige. Han verkar ha antagit släktnamnet under tysk krigstjänst. Från Livland inkom han 1569 till Sverige och gick i svensk tjänst som ryttmästare för en fana tyska ryttare och adlades av kung Johan III den 24 maj 1578 på Stockholms slott. Han blev slutligen fältöverste i Estland 1581.

### Wachtmeister af Johannishus
3. Hans Wachtmeister af Johannishus (1641–1714) var greve, den föregåendes son, amiralgeneral och riksråd. 
Han hade upplevt de stora motgångarna under skånska kriget 1675–1679. Under de därpå följande 20 åren av fred hade han lagt ner ett hårt arbete på att rusta upp flottan. När kriget kom år 1700 hade Wachtmeister gått till sjöss i spetsen för sitt livsverk. Han var landshövding i Kalmar län mellan 1680 och 1683 och var samtidigt guvernör över Kalmar län, Öland och Blekinge. Orsaken till ändringen av länsdelningen vid denna tid, var att man tänkte förlägga den svenska örlogsflottan till Kalmar där bland annat ett örlogsvarv anlades 1681. 
Hans Wachtmeister var även från 1681 amiralgeneral över svenska flottan samt från samma år kungligt råd. Han blev president i amiralitetskollegium 1682 och generalguvernör över Kalmar län, Öland och Blekinge 1683. Till sin hjälp hade han Nils Ehrensköld åren 1681–1683, med titeln ståthållare. Han upphöjdes till grevlig värdighet 1687 under namnet Wachtmeister af Johannishus, och introducerad på Sveriges Riddarhus 1689 som grevlig släkt nummer 25. Johannishus syftar på det gods i Livland som släkten ägde.
Ättens huvudman är sedan 1995 kommendörkaptenen, greve Hans Wachtmeister (född 1940).

### Trolle-Wachtmeister
4. Hans Gabriel Trolle-Wachtmeister (1782–1871) var son till greve Carl Axel Trolle-Wachtmeister, 1754-1810, och sonson till Fredrik Georg Hans Carl Wachtmeister (1720-1792). 
Han fick som arvtagare och ägare till Trollebergs, sedermera Trolle-Ljungby, fideikommiss skriva sig Trolle-Wachtmeister och tillsammans med sitt eget vapen föra Trollevapnet, enligt kungligt brev. Han antog efter faderns död 1810 namnet Trolle-Wachtmeister, som alltså är en gren av Wachtmeister af Johannishus.

### Wachtmeister af Mälsåker
5. Axel Wachtmeister af Mälsåker (1643–1699) var greve, den föregåendes bror, fältmarskalk och kungligt råd. 1693 upphöjdes Wachtmeister till greve af Mälsåker. Hans gren utslocknade på svärdssidan 1708 med Wachtmeister 6.

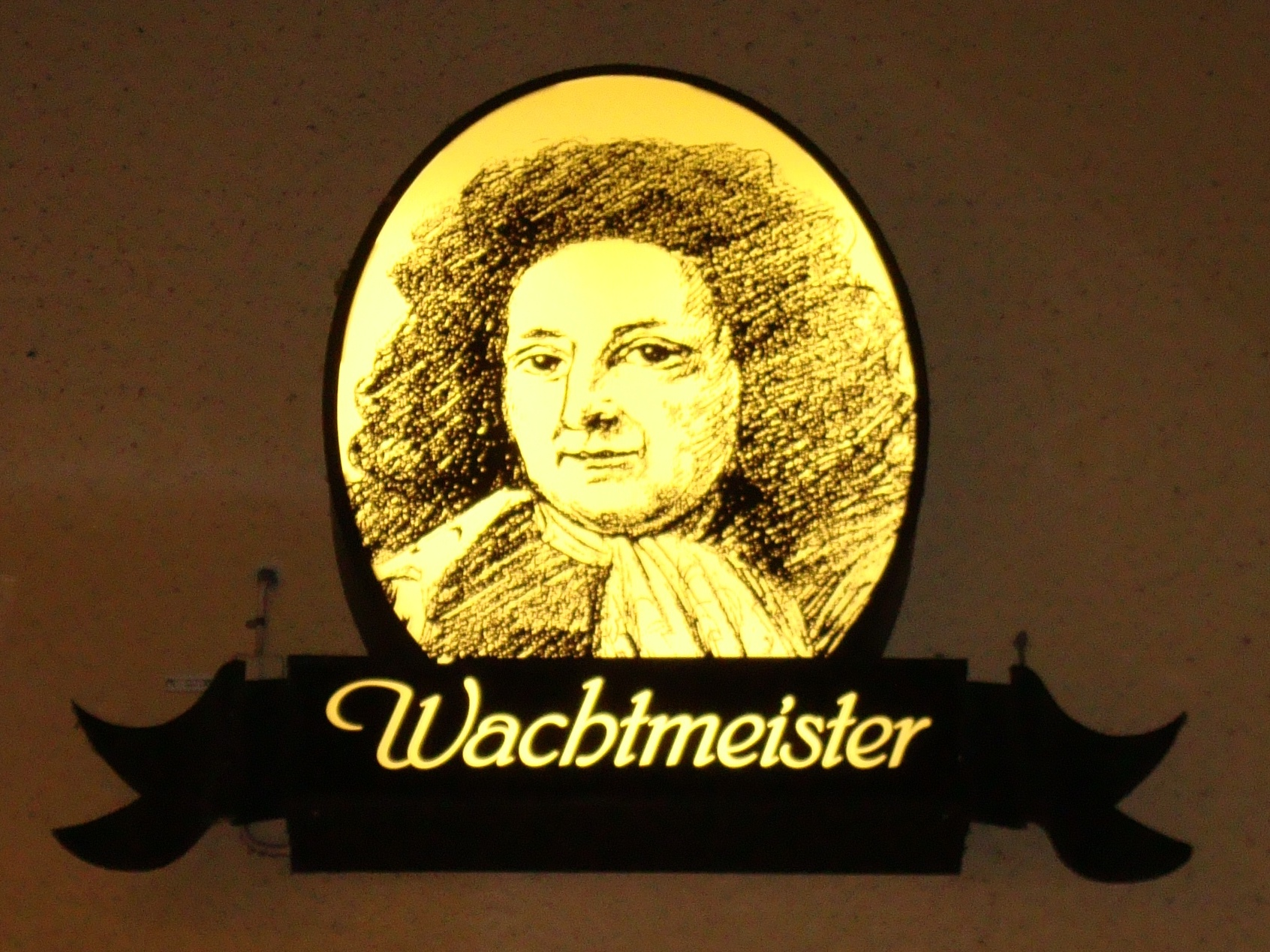
Hans Wachtmeister af Johannishus

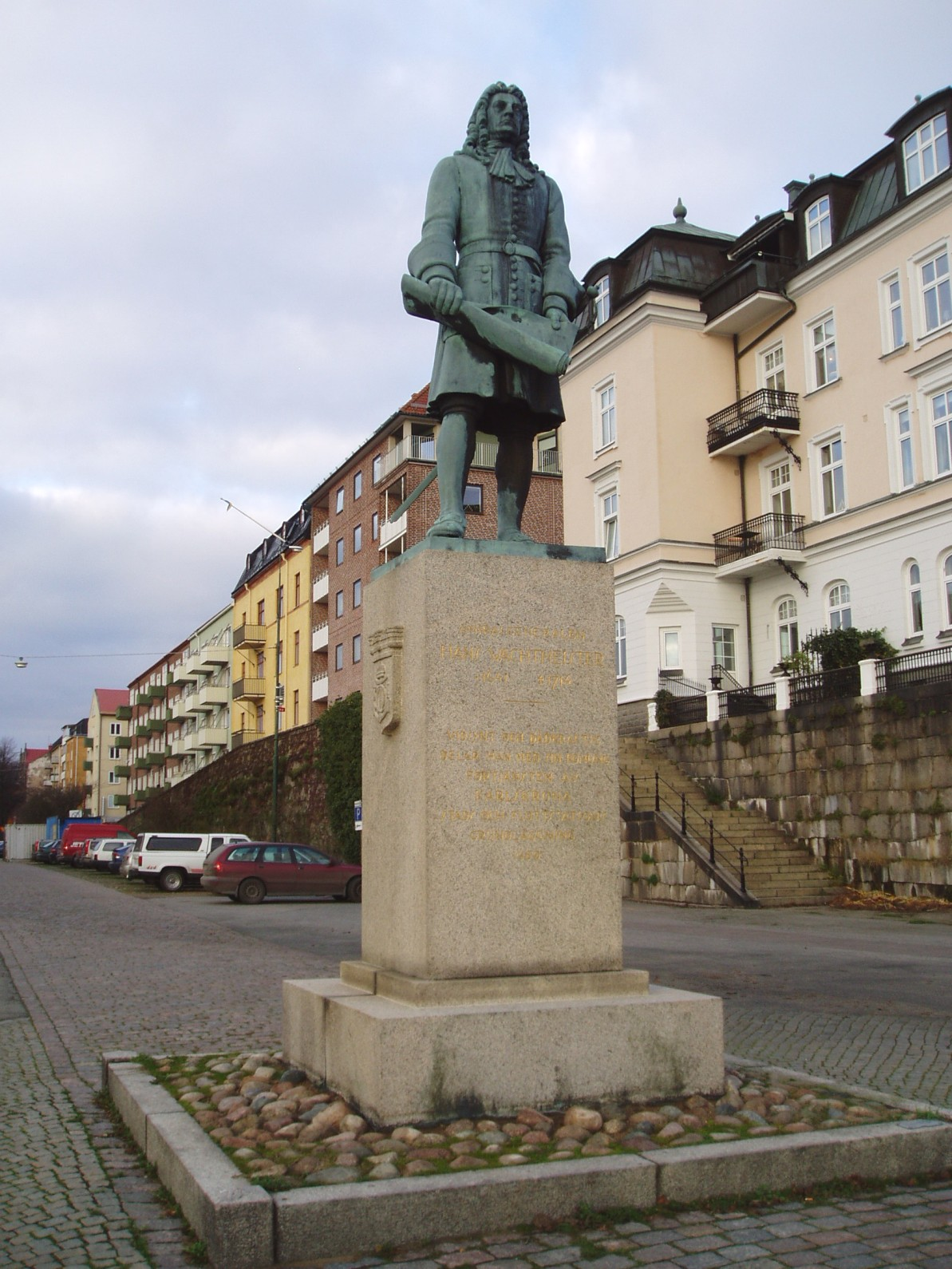
Hans Wachtmeister af Johannishus, staty i Karlskrona, utförd av Conrad Carlman.

6. Hans Wachtmeister var greve, den föregåendes son, generaladjutant. Drog våren 1706 upp kung Karl XII ur en vak utanför Grodno. Han stupade i slaget vid Holowczyn 1708 och slöt därmed den grevliga ätten Wachtmeister af Mälsåker på svärdssidan.

## Några Wachtmeister ordnade kronologiskt
- Fältmarskalken, greve Axel Wachtmeister (1643–1699)
- Överstelöjtnanten, greve Fredrik Georg Hans Carl Wachtmeister (1720–1792)
- Konteramiralen, greve Hans Fredrik Wachtmeister (1752–1807)
- Justitieministern, greve Carl Axel Trolle-Wachtmeister (1754–1810)
- Amiralen, greve Claes Adam Wachtmeister (1755–1828)
- Generalen, greve Gustaf Wachtmeister (1757–1826)
- Justitieministern, greve Hans Gabriel Trolle-Wachtmeister (1782–1871)
- Landshövdingen Axel Trolle-Wachtmeister (1812–1907)
- Utrikesministern, greve Carl Wachtmeister (1823–1871)
- Riksdagsmannen Axel Wachtmeister (1827–1899)
- Landshövdingen, greve Axel Hansson Wachtmeister (1855–1926)
- Utrikesministern, greve Fredrik Wachtmeister (1855–1919)
- Riksdagsledamoten Hans Wachtmeister (1913–1995)
- Ambassadören, greve Wilhelm Wachtmeister (1923–2012)
- Riksdagsledamoten, greve Knut Wachtmeister (född 1924–2017)
- Överhovmästarinnan och fd. statsfrun, grevinnan Alice Trolle-Wachtmeister (1926–2017)
- Företagsledaren, greve Tom Wachtmeister (1931–2011)
- Industrimannen och politikern, greve Ian Wachtmeister (1932–2017)
- Lantbrukaren och riksdagsmannen, greve Peder Wachtmeister (född 1945)
- Finansmannen, greve Claës Wachtmeister (född 1952, tidigare ägare av Villa Geber)